# رسلان عبد الغني
رسلان عبد الغني (بالإندونيسية: Roeslan Abdulgani) (1914- 2005) سياسي إندونيسي ودبلوماسي، اشتهر بدوره كزعيم خلال الثورة الوطنية الإندونيسية في أواخر الأربعينيات. كما كان أحد كبار الوزراء ومندوبا لبلاده في الأمم المتحدة في عهد سوكارنو خلال الخمسينات والستينات.
ولد ونشأ في سورابايا في جاوا الشرقية، في أسرة متوسطة وكان والده صاحب متجر وكان يملك أسطولا من سيارات الأجرة الصغيرة. كانت والدته التي تعتبر زوجة أبيه الثانية مدرسة دينية تدرس القرآن الكريم. كانت والدته ذات نزعة قومية جارفة ومنها تشرب رسلان الحس الوطني وآمن بإمكانية الاستقلال عن الاستعمار الهولندي.
خلال الثورة من أجل استقلال إندونيسيا عن الاستعمار الهولندي في أواخر الأربعينيات، كان ملازما له تأثير كبير ودور بارز تحت قيادة سوكارنو، فكسب ثقته وضمن مكانا له في الحكومة المقبلة. في الخمسينيات شغل مناصب أهمها وزارة الخارجية وكان يمثل إندونيسيا في الخارج خلال العقد المضطرب الذي تلا الاستقلال، حيث حاول سوكارنو تحويل إندونيسيا من تبعية الخارج إلى الاستقلال الحقيقي.
وكان أهم منصب شغله رسلان في عام 1955 هو منصب الامين العام لمؤتمر باندونغ وهو اجتماع لرؤساء البلدان الإفريقية والآسيوية، شكل فيما بعد ما أصبح يعرف بحركة عدم الانحياز، كبديل للأحلاف بين القوتين الشرقية والغربية أثناء الحرب الباردة.
شغل أيضا منصب رئيس المجلس الاستشاري الأعلى وكذلك وزارة الإعلام في عام 1962. وحين كان وزيرا للخارجية اعتقل عام 1956 من قبل الجيش الإندونيسي في جاوا الغربية واتهم بالفساد. وكان ذلك في إطار الصراع على السلطة بين ضباط في الجيش وسوكارنو. ولكن تم العفو عنه من خلا تصويت مجلس الوزراء واضطر الجيش إلى إطلاق سراحه.
وبعدما حل سوهارتو مكان سوكارنو رئيسا للبلاد عام 1967 خدم رسلان كمندوب لبلاده في الأمم المتحدة. وترك الخدمة الرسمية في عام 1971 لكنه استمر في لعب دور باعتباره سياسيا مخضرما في السياسة الإندونيسية.
وبعد أن تنحى سوهارتو عن الحكم في عام 1998 عمل مسشارا للمرشحة الرئاسية ميغاواتي سوكارنوبوتري وهي ابنة سوكارنو. وكان ينتقد خلفاء سوهارتو وهم يوسف حبيبي وعبد الرحمن وحيد.
في عام 1998 كتب المؤرخان الهولنديان بوب دي غراف وسيز فيبيس كتابا زعما فيه ان رسلان عمل سرا لخدمة الحكومة الهولندية خلال الصراع على بابوا في الستينات، من خلال تمريره معلومات سرية عن النشاط الإندونيسي. لكنه نفى ذلك بشدة. توفي رسلان في عام 2005 بعد معاناة من السكتة الدماغية والالتهاب الرئوي.
قال عنه الرئيس يودويونو أنه «زعيم لم يقل أبدا أشياء كاذبة عن خصومه»، وقال عنه سوهارتو أنه «رجل عظيم وزعيم أعطى الكثير لبلده التي يحبها». كتبت ابنته الثانية رتنواتي عبد الغني سيرة حياته بعنوان «حلم يتلاشى: قصة رسلان عبد الغني وإندونيسيا» نشر عام 2003. وصفت فيه بأنه ناضل طيلة عمره ضد الاستعمار والإمبريالية.

## روابط خارجية
- رسلان عبد الغني على موقع مونزينجر (الألمانية)